# Tila Nguyễn
Tila Nguyen (sinh 1981 tại Singapore), tên khai sinh Nguyễn Thị Thiên Thanh, được biết đến với nghệ danh Tila Tequila, là một người mẫu ảnh kiêm ca sĩ người Mỹ gốc Việt. Cô nổi tiếng nhờ sự nghiệp người mẫu, được chụp ảnh cho tạp chí Playboy và từng dấn thân vào sự nghiệp ca hát. Cô được tạp chí Maxim UK bình chọn là một trong 100 người phụ nữ nóng bỏng nhất. Hiện cô đang sinh sống tại Houston, Hoa Kỳ.

## Ca nhạc
- 2007: Sex
- 2007: "I Love U"
- 2007: "Stripper Friends"
- 2008: "Paralyze"

## Điện ảnh
| Năm  | Phim                                | Vai diễn     | Notes            |
| ---- | ----------------------------------- | ------------ | ---------------- |
| 2007 | I Now Pronounce You Chuck and Larry | Hooters Girl |                  |
| 2009 | Horrorween: 3-D                     | Herself      | Awaiting release |